# Алексеевский (Калининский район)
Алексеевский — посёлок в Калининском районе Саратовской области России. Входит в состав Ахтубинского муниципального образования. Основан в 1800 году.

## География
Находится в центрально-южной части Саратовского Правобережья, в пределах Окско-Донской равнины, в степной зоне, на расстоянии примерно 19 километров (по прямой) к северо-западу от города Калининска. Абсолютная высота — 225 метров над уровнем моря.
Климат
Климат характеризуется как умеренно континентальный с холодной малоснежной зимой и сухим жарким летом. Среднегодовая температура воздуха — 4,1 — 4,5 °C. Средняя многолетняя температура самого холодного месяца (января) составляет −12,6 — −12,1 °С (абсолютный минимум — −41 °С), температура самого тёплого (июля) — 20,8 — 21,4 °С (абсолютный максимум — 40 °С). Среднегодовое количество атмосферных осадков — 375—450 мм, из которых более половины (200—260 мм) выпадает в период с апреля по октябрь. Снежный покров держится в среднем 142 дня в году.
Часовой пояс
Посёлок Алексеевский, как и вся Саратовская область, находится в часовой зоне МСК+1. Смещение применяемого времени относительно UTC составляет +4:00.

## Население
| 2010 |
| ---- |
| 2    |

Гендерный состав
По данным Всероссийской переписи населения 2010 года в гендерной структуре населения мужчины составляли 100 %.
Национальный состав
Согласно результатам переписи 2002 года, в национальной структуре населения русские составляли 100 % из 3 чел.